# Люпин многолетний
Люпин многолетний (лат. Lupinus perennis) — вид травянистых растений из подрода Platycarpos рода Люпин семейства Бобовые.

## Ботаническое описание
Высота растения до 120 см. Корень толстый, мясистый, многолетний. Листья крупные, низовые, на длинных черешках с продолговато-овальными листочками. Цветки синие, в густых кистях. Во время цветения их охотно посещают шмели и пчёлы. Бобы, так же как и тёмные семена, мельче, чем у других видов люпина. 

## Распространение и экология
Растение широко распространено в восточной части США (от штата Техас и Флорида до Мэн и Миннесота), Канаде (южный Онтарио), и на берегах Северного Ледовитого океана, где оно растёт на песчаных холмах и обочинах дорог.
Растение очень разрастается по склонам, пустырях и ежегодно дает богатую зелёную массу. Семена созревают быстро и поэтому район распространения этого люпина простирается к северу дальше других видов.

## Химический состав
Во всех частях растения и особенно в семенах содержатся ядовитые алколоиды: люпанин, лютинидин и спартеин. При скармливании зеленой массы, сена и семян животным последние заболеют очень опасной болезнью — люпинозом, часто со смертельным исходом.

## Значение и применение
Хорошая покровная культура для саженцев сосны в песчаных районах, предохраняет их от сорняков и прямой солнечной радиации. Сосна в сообществе с многолетним люпином дает хороший прирост. Также используется как сидерат.
Растение используется в садах как декоративное.